# Spot the Pigeon
Spot the Pigeon — 7-дюймовый мини-альбом прогрессив рок-группы Genesis, выпущенный 20 мая 1977 года. Содержит три композиции, записанные группой при создании предыдущего альбома Wind & Wuthering, но не вошедшие в его окончательный вариант.
Звукозаписывающая компания Atlantic Records также выпустила Spot the Pigeon в Канаде в виде 12-дюймового мини-альбома на синем виниле (ограниченный тираж). По некоторым данным, был снят видеоклип песни «Match of the Day», в котором Фил Коллинз поёт на террасах клуба Куинз Парк Рейнджерс в Лондоне, но это видео сейчас считается утерянным.
«Match of the Day» заполняет пробел между звучанием Wind & Wuthering и его продолжения. Короткая, прочная поп-мелодия, отличается сильной игрой Коллинза на барабанах и перкуссии. Вторая композиция «Pigeons», на первый взгляд безжизненная, шаблонная поп-музыка, в то время как заключительная песня, «Inside and Out», возвращается к звучанию открывающего трека. Кроме того, приятный бриз раннего Genesis (в частности, Trespass) и The Geese & the Ghost Энтони Филлипса пронизывают музыку и тексты. <...> Альбом по сути ознаменовал конец прогрессивной эры Genesis и намекнул на радио-дружественные поп-композиции, которые будут доминировать в музыке на последующих альбомах группы.

## Список композиций

### сторона 1
1. «Match of the Day» — 3:24
2. «Pigeons» — 3:12

### сторона 2
1. «Inside and Out» — 6:45

## Участники записи
- Тони Бэнкс — клавишные
- Фил Коллинз — вокал, барабаны, перкуссия
- Майк Резерфорд — гитара, бас-гитара
- Стив Хэкетт — гитара